# Giacomo Antonio Scandellari
Pour les articles homonymes, voir Scandellari.
Giacomo Antonio Scandellari, ou simplement Giacomo Scandellari, né à Bologne vers 1680, est un sculpteur baroque italien.

## Biographie
Giacomo Antonio Scandellari naît vers 1680 à Bologne. Il est élève du sculpteur Sebastiano Sarti (mort en 1740).
Il est actif pendant la première moitié du XVIIIe siècle. Il est le père de Filippo Scandellari et de Pietro Scandellari et est élève de Giovanni Maria Viani.
D'autres membres de la famille incluent Giuseppe et Giulio, qui étaient peintres.

## Œuvres
Il décore au stuc l'intérieur de la chapelle de l'église dei Santi Giovanni Battista e Benedetto dans la frazione de Eremo di Tizzano (it) à Casalecchio di Reno.
Vers 1750, il réalise une Pietà et une Résurrection pour le monastère de la Chartreuse à Bologne.